# Infiniti QX55
La Infiniti QX55 è un'autovettura di segmento compact con carrozzeria SUV cinque a porte, prodotta dalla casa automobilistica giapponese Infiniti dal 2021

## Contesto e caratteristiche tecniche

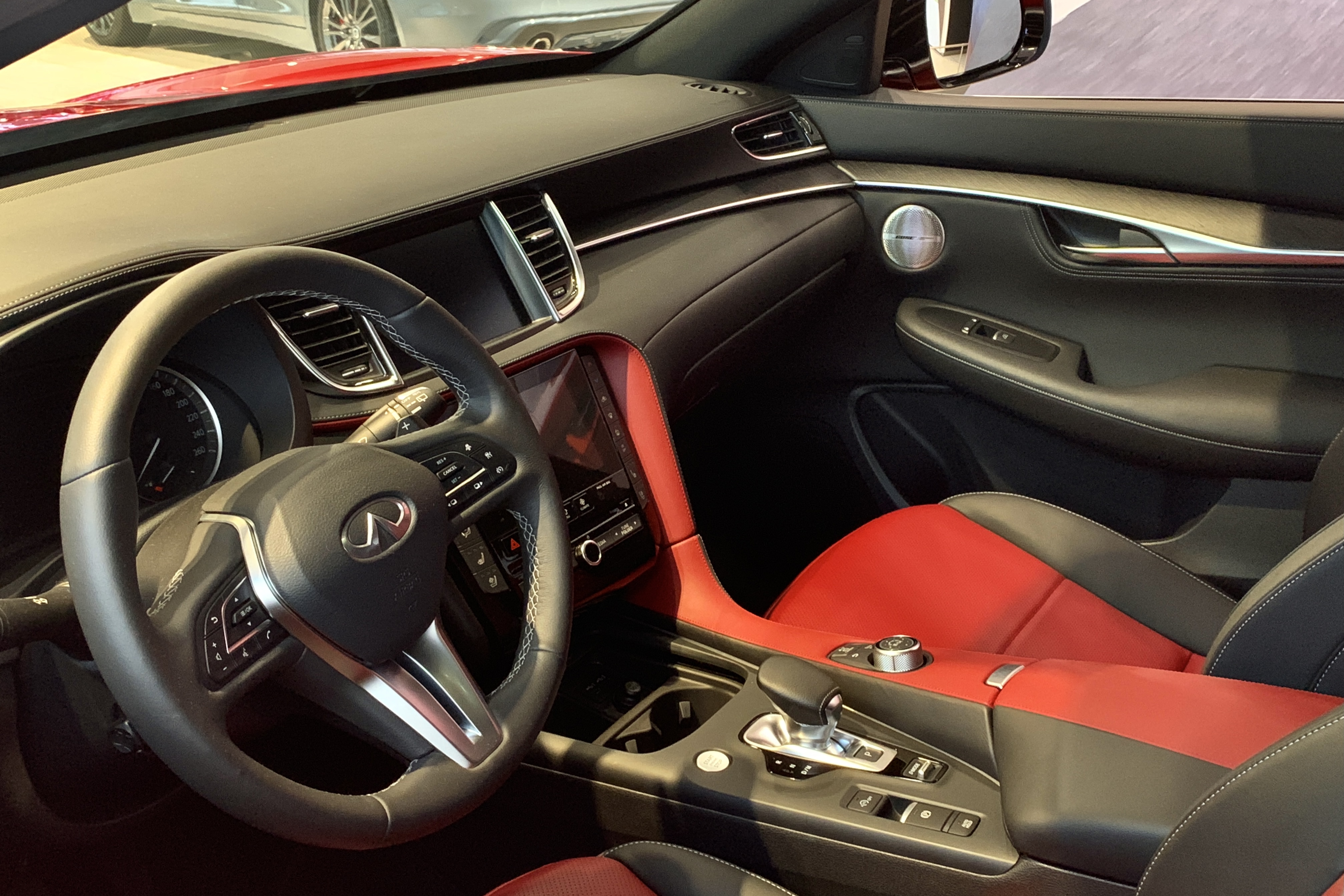
Interni

Il modello è stato presentato nel novembre 2020, circa nove mesi dopo rispetto a quanto inizialmente previsto a causa della pandemia di COVID-19. Inizialmente la vettura è stata messa in vendita in Nord America nell'aprile 2021. Il mercato russo è seguito nel luglio 2021 e quello cinese nell'agosto 2022. Dopo il ritiro di Infiniti dal mercato europeo occidentale nel marzo 2020, non è previsto il lancio sul mercato in questa area geografica. I modelli concorrenti della QX55 includono la BMW X4 e la Mercedes-Benz GLC Coupé. La base tecnica è fornita dalla seconda generazione dell'Infiniti QX50, con la quale il veicolo viene costruito insieme ad Aguascalientes, in Messico.
La QX55 è alimentata da un motore a benzina da 2 L di cilindrata erogante 272 CV di potenza. Nel mercato russo questo motore eroga 249 CV e in quello cinese 245 CV o 261 CV. Ha un rapporto di compressione variabile che varia tra 8:1 e 14:1. Di serie, il modello è dotato di cambio continuo e di trazione integrale.